# Rovfisk

Rovfisk är ingen systematisk grupp av fiskar utan ett samlingsnamn för ben- och broskfiskar som äter ryggradsdjur som fisk, groddjur eller fågel. Exempel på rovfiskar är abborre, gädda, många arter av haj, laxfiskar och lake. Den största rovfisken är vithajen.